# Самарський (Каменський район)
Сама́рський (рос. Самарский) — селище у складі Каменського району Алтайського краю, Росія. Входить до складу Рибинської сільської ради.

## Населення
Населення — 115 осіб (2010; 221 у 2002).
Національний склад (станом на 2002 рік):
- росіяни — 95 %